# Panagiōtīs Vasilopoulos
Panagiōtīs Vasilopoulos (in greco Παναγιώτης Βασιλόπουλος?; Amarousio, 8 febbraio 1984) è un ex cestista greco.

## Carriera
Con la Nazionale greca ha raggiunto il secondo posto ai Mondiali 2006 in Giappone, dove la selezione ellenica è stata battuta in finale dalla Spagna.
Vasilopoulos, che precedentemente giocava nel PAOK Salonicco, arrivò all'Olympiakos fortemente voluto da George Garbolas, che credette in lui.

## Palmarès

### Squadra
- Campionato greco: 1

Olympiakos: 2011-12
- Coppa di Grecia: 3

Olympiakos: 2009-10, 2010-11
AEK Atene: 2017-18
- Eurolega: 1

Olympiacos: 2011-12
- Basketball Champions League: 1

AEK Atene: 2017-18

### Nazionale
- Medaglia d'oro agli Europei di pallacanestro: 1

2006
- Medaglia d'argento ai Mondiali di pallacanestro: 1

2005